# Aldajaureh, Lappland
Aldajaureh, Álddájávrieh, är en i en grupp sjöar med detta namn belägna i Arjeplogs kommun i Lappland och ingår i Umeälvens huvudavrinningsområde. Sjön har en area på 0,379 kvadratkilometer och ligger 1 062,2 meter över havet. Aldajaureh ligger i Laisälven Natura 2000-område. Sjön avvattnas av vattendraget Aldajåkkå.

## Delavrinningsområde
Aldajaureh H.1064 ingår i det delavrinningsområde (736624-150708) som SMHI kallar för Mynnar i Laisälven. Medelhöjden är 1 047 meter över havet och ytan är 37,6 kvadratkilometer. Det finns inga avrinningsområden uppströms utan avrinningsområdet är högsta punkten. Aldajåkkå som avvattnar avrinningsområdet har biflödesordning 4, vilket innebär att vattnet flödar genom totalt 4 vattendrag innan det når havet efter 482 kilometer. Avrinningsområdet består mestadels av kalfjäll (97 procent). Avrinningsområdet har 0,56 kvadratkilometer vattenytor vilket ger det en sjöprocent på 1,5 procent.